# Jean de Thévenot

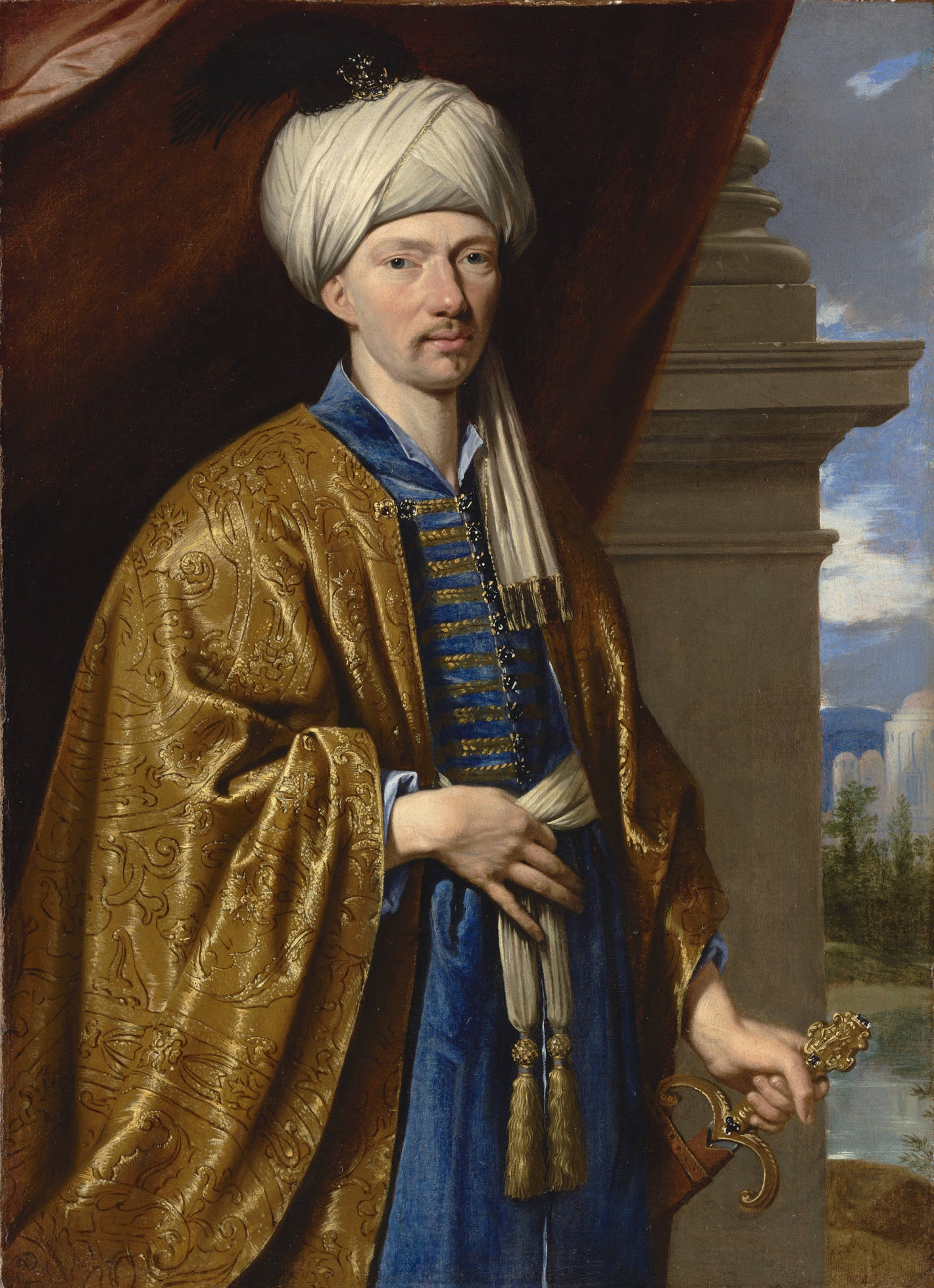
Portrait von Jean de Thévenot, ca. 1660

Jean de Thévenot (* 16. Juni 1633 in Paris; † 28. November 1667 bei Mianeh) war ein französischer Asien-Reisender, der seine Fahrten ausführlich beschrieb. Zudem war er ein Sprachwissenschaftler, Naturwissenschaftler und Botaniker.

## Leben
Jean Thévenot war Neffe des Sammlers von Reiseberichten und späteren Direktors der Bibliothèque Royale, Melchisédech Thévenot (ca. 1620–1692). Seine Ausbildung erhielt er an der Hochschule von Navarra. Das Studium von Reiseberichten anderer Reisender bewog ihn dazu, selbst ins Ausland zu gehen, was ihm seine Lebensumstände auch gestatteten. Er verließ Frankreich 1652 und bereiste zunächst England, die Niederlande, Deutschland und Italien. In Rom traf er auf den Orientalisten Barthélemy d’Herbelot de Molainville, der ihn einlud, sein Begleiter in einer geplanten Reise in die Levante zu werden. D'Herbelot wurde durch Privatangelegenheiten zurückgehalten, aber Thévenot segelte im Mai 1655 von Rom ab. Nachdem er fünf Monate auf Malta vergeblich auf d'Herbelot gewartet hatte, reiste er alleine nach Konstantinopel weiter.

### Reisen nach Kleinasien und Afrika
Thévenot blieb in Konstantinopel bis Ende August des folgenden Jahres und reiste dann weiter nach Smyrna, über die griechischen Inseln und schließlich nach Ägypten, wo er am 1. Januar 1657 eintraf. Er blieb ein Jahr in Ägypten, bereiste dann den Sinai und schloss sich, nachdem er wieder nach Kairo zurückgekehrt war, einem Pilgerzug an, der zur Fastenzeit nach Jerusalem wanderte. Er besichtigte die wichtigsten Pilgerstätten in Palästina und reiste, nachdem er zweimal von Korsaren überfallen worden war, mit dem Schiff ins ägyptische Damiette, sodass er am 14. August 1658, zur Zeit der Nilschwemme, wieder in Kairo war.
Im Januar 1659 segelte er von Alexandria aus mit einem englischen Schiff weiter, lief die tunesischen Häfen Tunis und La Goletta an, geriet in einen Seekampf mit spanischen Seeräubern, denen ein Schiff von einem englischen Handelsschiff als Prise abgenommen werden konnte und erreichte schließlich Livorno am 12. April. Er verbrachte anschließend vier Jahre zu Hause mit Studien zur Vorbereitung für weitere Reisen, und im November 1663 reiste er erneut nach Osten Richtung Alexandria und von dort weiter nach Sidon, von wo er auf dem Landweg nach Damaskus, Aleppo und dann durch Mesopotamien nach Mossul, Bagdad und Mendeli in Kurdistan weiterfuhr.

### Reisen nach Persien und Indien
Hier erreichte er am 27. August 1664 die Grenze zu Persien und reiste dorthin weiter über Kermānschāh Hamadan nach Isfahan, wo er fünf Monate (Oktober 1664 bis Februar 1665) zubrachte, um sich dann dem Juwelier und Handlungsreisenden Jean-Baptiste Tavernier anzuschließen, mit dem er über Schiraz und Lar nach Bandar Abbas reiste, wo er eine Schiffspassage nach Indien zu finden hoffte. Obwohl Tavernier auf dem Weg gut vorankam, war Widerstand der Holländer zu erwarten, sodass es de Thévenot für klüger hielt, einen anderen Weg zu wählen. Er kehrte nach Schiraz zurück, besuchte die Ruinen von Persepolis und erreichte Basra, von wo aus er am 6. November 1665 mit dem Schiff Hopewell absegelte. Er erreichte das indische Surat am 10. Januar 1666.

### Tod
Thévenot hielt sich dreizehn Monate in Indien auf und durchquerte das Land von Surat über Golkonda nach Masulipatam (Machilipatnam) und kehrte, ebenfalls auf dem Landweg, nach Surat zurück, von wo er nach Bandar Abbas segelte und weiter nach Schiraz reiste. Er musste den Sommer des Jahres 1667 in Isfahan verbringen, da er durch einen versehentlichen Pistolenschuss schwer verwundet war; dennoch wagte er im Oktober die Weiterreise nach Täbris, starb aber auf dem Weg dorthin bei Miyana am 28. November 1667.

### Bedeutung
Thévenot war ein ausgezeichneter Sprachwissenschaftler, der Türkisch, Arabisch und Persisch beherrschte und ein neugieriger und sorgfältiger Beobachter war. Er besaß auch Talente im Bereich der Naturwissenschaften, besonders in der Botanik, sodass er in Indien auch eine bedeutende botanische Sammlung zusammenbrachte. Insbesondere machte er die Kaffeebohne in Frankreich populär. Seine Werke werden noch heute geschätzt, obwohl gerechterweise bemerkt wurde, dass er, anders als Jean Chardin, nur die Fassade der asiatischen Lebenswelt erkannte.

## Veröffentlichungen

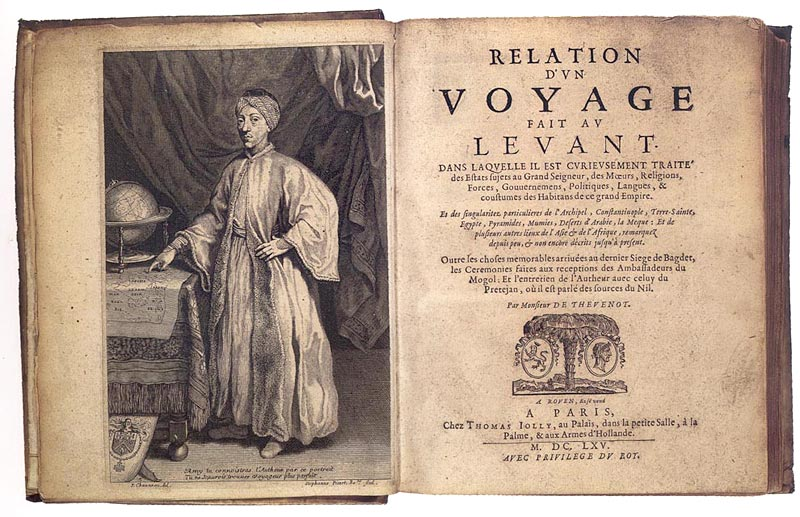
Jean de Thevenot: Relation d’un voyage fait au Levant, 1665

Die Beschreibung seiner ersten Reise wurde 1664 in Paris veröffentlicht; sie stellt den ersten Teil seiner gesammelten Voyages dar. Das Buch erhielt im Dezember 1663 das Druckprivileg. Die Einleitung beweist, dass Thévenot selbst den Bericht vor Antritt seiner zweiten Reise für die Publikation zusammenstellte. Die zweiten und dritten Teile wurden nach dem Tod aus seinen Reisetagebüchern zusammengestellt und als Quartobände 1674 bzw. 1684 veröffentlicht. Eine gesammelte Ausgabe erschien in Paris 1689 und eine zweite in 5 Bänden im Duodezformat in Amsterdam 1727. Es gibt eine englische Übersetzung durch A. Lovell (fol., London, 1687). Eine deutsche Ausgabe erschien in drei Teilen bei Fievet in Frankfurt.

## Schriften (Auswahl)
- Relation d’un voyage fait au Levant […]. Louis Bilaine, Paris 1664 (Digitalisat).
- Suite du voyage de Levant […]. Charles Angot, Paris 1674 (Digitalisat). – herausgegeben von François Pétis de La Croix.
- Voyages […] contenant la relation de l’Indostan, des nouveaux Mogols et des autres peuples et Pays des Indes. Claude Barbin, Paris 1684 (Digitalisat).

Übersetzungen
- The Travels of Monsieur de Thevenot into the Levant. In three parts. Viz. into: I. Turkey, II. Persia, III. London 1687 (Digitalisat) – übersetzt durch Archibald Lovell.
- Gedenkwaardige en zeer naauwkeurige reizen van den heere de Thevenot […]. Jan Bouman, Amsterdam 1681 (Digitalisat).
- Tweede reizen van den heere de Thevenot […]. Jan Bouman, Amsterdam 1682 (Digitalisat).
- Deß Herrn Thevenots Reisen in Europa, Asia und Africa, Worinnen gehandelt wird von der morgenländischen Reise, und unter anderem denen unterthänigen Herrschafften deß Groß-Türcken, denen Sitten, Religionen, Mächten, Weltlichen Regiment, Sprachen und Gebräuchen derer Inwohner dieses großen Reich. Wie auch … Constantinopels … Egyptens … Mecha, und andern Orthen mehr in Asia und Africa … Benebst … der Belagerung Bagdats, denen gebrauchten Ceremonien bey Annehmung dere Abgesandten deß Großmoguls. 3 Bände, Philipp Fievet, Frankfurt am Main 1693 (Band 1, Band 2, Band 3).